# Batalla de Socio (56 a. C.)
La batalla de Socio fue una batalla de la guerra de las Galias entre las legiones romanas de Publio Licinio Craso y la tribu aquitana de los sociates. La batalla terminó con la victoria romana y el sometimiento del pueblo sociate.

## Antecedentes
A principios del año 56 a. C., se produjo una sublevación de la tribu de los vénetos contra Roma. Muchas otras tribus se aliaron a los sublevados, entre ellas la de los sociates. Ante esto, Julio César envió a sus legados a distintas partes a sofocar las rebeliones, aplastando él la de los vénetos. A Publio Licinio Craso, hijo del triunviro Marco Licinio Craso, le tocó someter a los aquitanos. 
En el camino los sociates les atacaron mientras marchaban. Los aquitanos lanzaron contra la columna romana a su poderosa caballería pero ésta fue rechazada. Luego la infantería gala, camuflada en el bosque, se lanzó al ataque y tras una larga lucha huyeron a Sotio.

## Batalla
Debido a este ataque, Publio decidió tomar la capital de los sociates, Sotio. Decidido a realizar esta empresa, la puso sitio y aceptó la rendición de los sitiados. Sin embargo, era una trampa, pues mientras se negociaba la rendición, fue atacado por el caudillo sociato Adiatuano, aunque lo pudo rechazar. Tras esto el asedio continuó hasta que los sociates terminaron por capitular.

## Consecuencias
Tras la rendición de los sociates, principal tribu de la región, las demás tribus aquitanas empezaron a someterse. Tras la rendición de la ciudad, Craso persiguió a las demás fuerzas aquitanio-cántabras que se refugiaron en un campamento en la zona actual de Mont-de-Marsan, los romanos los rodearon y de noche lanzaron un ataque sorpresa; de los 50.000 guerreros celtas solo un cuarto sobrevivió.